# Municipio de Tanetze de Zaragoza
El Municipio de Tanetze de Zaragoza es uno de los 570 municipios en los que se encuentra dividido el estado mexicano de Oaxaca, localizado en la Sierra de Juárez, su cabecera es la población del mismo nombre.

## Geografía
Tanetze de Zaragoza se encuentra ubicado en el centro-norte del estado de Oaxaca, forma parte de la Región Sierra Norte y del Distrito de Villa Alta; tiene una extensión territorial de 58.69 kilómetros cuadrados que equivalen al 0.06 % del territorio estatal; sus coordenadas geográficas extremas son 17° 21' - 17° 25' de latitud norte y 96° 16' - 96° 19' de longitud oeste, su altitud fluctúa entre los 2 100 y los 600 metros sobre el nivel del mar.
Limita al norte con el municipio de San Juan Yaeé, al noreste con el municipio de Santiago Lalopa, al sureste con el municipio de Villa Talea de Castro, al sur con el municipio de San Juan Juquila Vijanos, al suroeste con el municipio de San Miguel Yotao y al oeste con el municipio de Ixtlán de Juárez.
Pertenece a parte de los bosques templados o de coníferas la mayor parte del tiempo y más en los meses de noviembre y diciembre se mantiene nublado.
El clima predominante es el templado húmedo encontrándose más cálido en la parte baja y más húmedo y frío en la parte alta boscosa, la temperatura media oscila entre 20-25 °C.
La precipitación pluvial es alta durante todo el año, el período con más lluvias se da en los meses de julio a septiembre, alcanzando hasta 232 mm de agua en 24 horas. Los meses más secos son de febrero a mayo y los meses más fríos son de noviembre a enero en los sitios altos.

## Demografía
De acuerdo con los resultados del Censo de Población y Vivienda de 2010 realizado por el Instituto Nacional de Estadística y Geografía la población total del municipio de Tanetze de Zaragoza es de 1 707 habitantes, de los que 825 son hombres y 882 son mujeres.

### Localidades
En el municipio de Tanetze de Zaragoza se localizan únicamente 2 localidades y su población en 2010 se enlista a continuación:
| Localidad           | Población |
| Total Municipio     | 1 707     |
| Tanetze de Zaragoza | 1 205     |
| Santa María Yaviche | 611       |

## Política
El municipio de Tanetze de Zaragoza es uno de los 418 municipios oaxaqueños que para la elección de sus autoridades se rige por el principio denominado usos y costumbres, es decir, en ellos no opera el sistema de elección mediante partidos políticos que funciona en todos los restantes municipios de México, como un medio para preservar y proteger las costumbres y cultura del lugar; el ayuntamiento está integrado por el presidente municipal, un Síndico y tres regidores. El periodo constitucional comienza el día 1 de enero del año siguiente a su elección.

### Representación legislativa
Para la elección de diputados locales al Congreso de Oaxaca y de diputados federales a la Cámara de Diputados federal, Tanetze de Zaragoza se encuentra integrado en los siguientes distritos electorales:
Local:
- III Distrito Electoral Local de Oaxaca con cabecera en Ixtlán de Juárez.[5]

Federal:
- IV Distrito Electoral Federal de Oaxaca con cabecera en Tlacolula de Matamoros.[6]

### Presidentes municipales
- (2002 - 2004): Jacobo Chávez Yescas
- (2005 - 2007): Domingo Fentanes Robles
- (2008 - 2010): Dámaso Nicolás Martínez
- (2011 - 2013): Federico Bautista Martínez